# Škoda Octavia WRC
La Škoda Octavia WRC est une voiture de course conçue par le constructeur automobile tchèque Škoda et engagée dans le championnat du monde des rallyes de 1999 à mi-2003, date à laquelle elle est remplacée par la Škoda Fabia WRC.

## Histoire
En octobre 1996, lors du Mondial de l'Automobile de Paris, Škoda présente un nouveau modèle, sur le segment des voitures familiales, baptisé Octavia,. Le nom est un hommage à un modèle de la marque produit de 1959 à 1971. Le modèle de 1996 est dessiné par le designer belge Dirk van Braeckel. Techniquement, la Škoda Octavia reprend la plateforme PQ34 de la Volkswagen Golf IV,, la marque Škoda appartenant depuis le 28 mars 1991 au groupe Volkswagen.

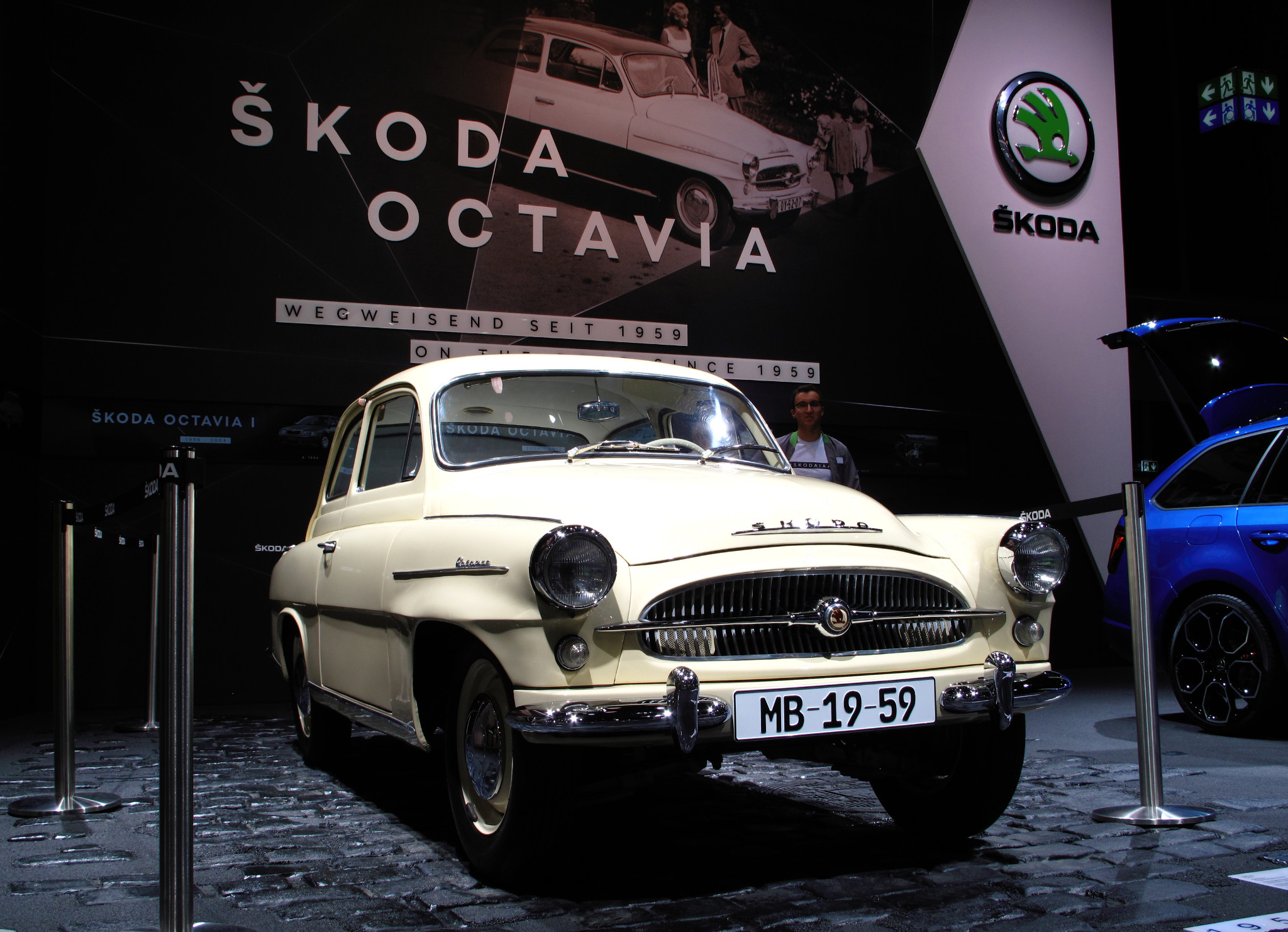
Škoda Octavia de 1959.
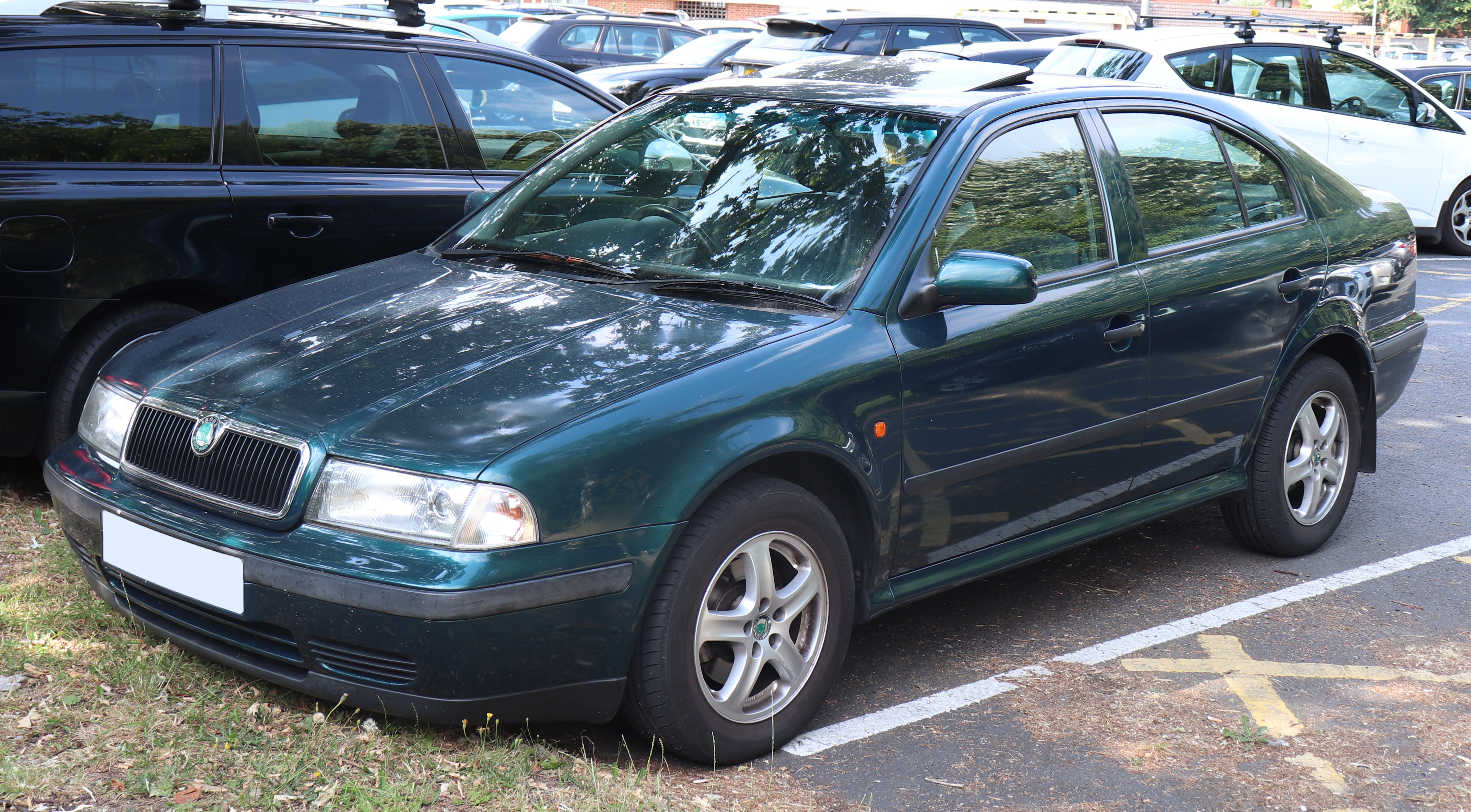
Škoda Octavia de 1996.

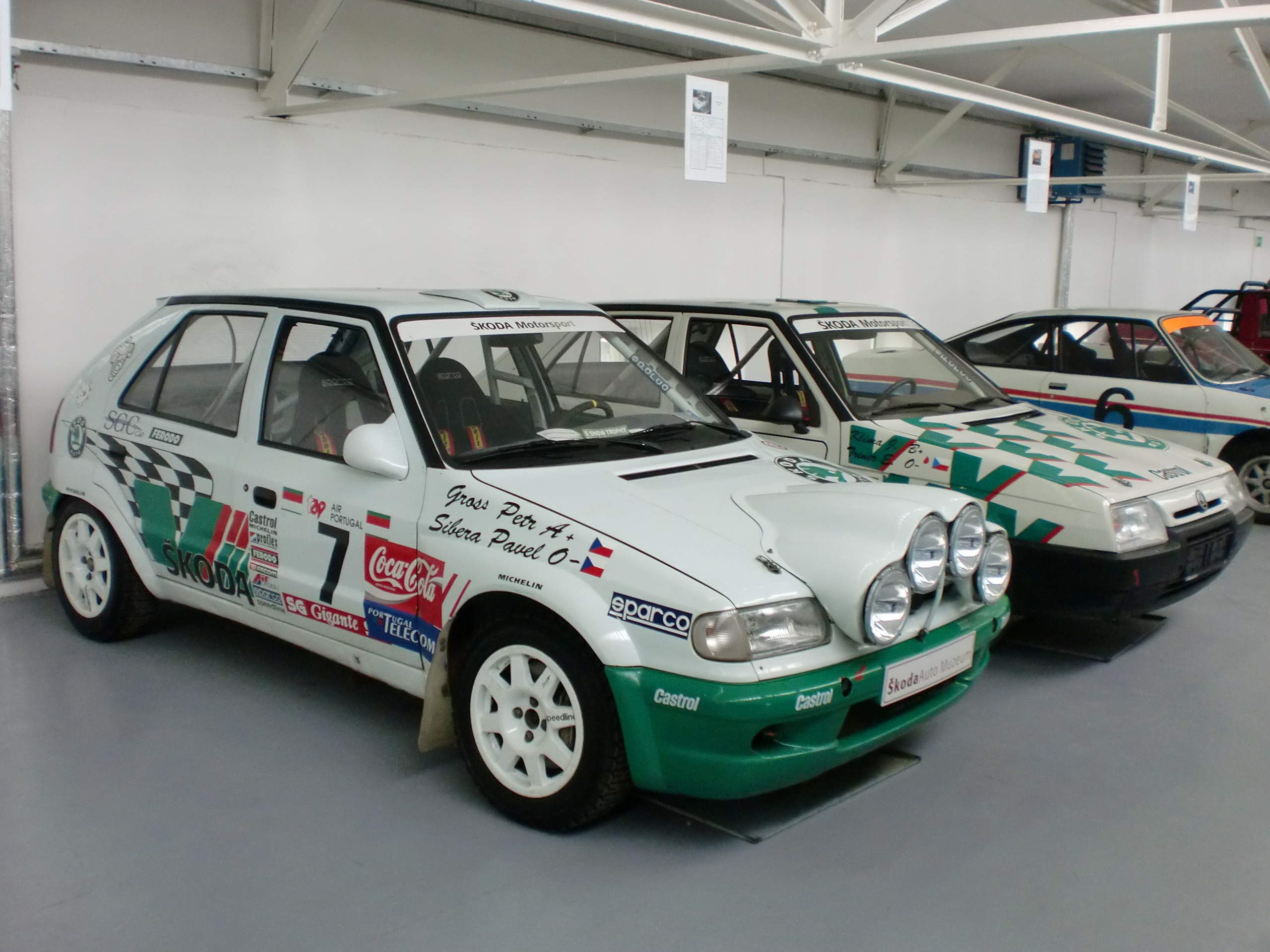
Une Škoda Felicia Kit Car (premier plan) et une Škoda Favorit 136 L/A Rallye (second plan) exposées au musée Škoda Auto.

Afin de promouvoir ce nouveau modèle, Škoda décide de l'engager au championnat du monde des rallyes et reçoit le feu vert du groupe Volkswagen en 1997. Škoda participe à des rallyes depuis les années 1930 et, à partir de 1993, la marque participe au championnat du monde des rallyes dans la catégorie Coupe du monde FIA 2 Litres des constructeurs. Škoda engage successivement la Favorit 136L (de 1993 à 1995) puis la Felicia Kit Car (de 1996 à 1997). Pour la saison 1997, en plus de la Felicia Kit Car, le département compétition de Škoda, dirigé par Pavel Janeba, engage une Škoda Octavia Kit Car. Présentée officiellement en juillet 1997, elle fait ses débuts le mois suivant lors du rallye de Finlande. Cette Octavia est la plus longue (4,5 mètres) des Kit Car de la compétition ce qui lui permet de gagner en stabilité à haute vitesse mais la rend moins agile dans les virages. Confiée au pilote tchèque Pavel Sibera et à son copilote et compatriote Petr Gross, l'Octavia Kit Car abandonne lors de la septième spéciale en raison d'un problème de suspension. Škoda aligne une deuxième et dernière fois l'Octavia Kit Car en 1997, au rallye Sanremo : Sibera et Gross abandonnent à nouveau tout comme la deuxième voiture engagée, confiée au pilote Emil Triner et au copilote Miloš Hůlka.
Pour la saison 1998, la Škoda Octavia Kit Car reçoit plusieurs améliorations : une nouvelle suspension arrière, une nouvelle boîte de vitesses et un nouveau moteur qui développe désormais 270 ch. Le poids de la voiture est également allégé de 80 kg grâce à un carter de protection en kevlar et à un tablier plus léger,. Sibera et Gross ne participent qu'à cinq des douze épreuves de la saison. Cet engagement réduit provient du fait que Škoda souhaite participer à la catégorie reine du championnat du monde des rallyes, le WRC, à partir de l'édition 1999.
La conception de la Škoda Octavia WRC est menée par le directeur technique Václav Trkola, tandis que Dietmar Metrich (ex-Mitsubishi) est recruté comme ingénieur de développement en raison de ses connaissances approfondies dans deux domaines : les quatre roues motrices et le turbocompresseur. L'Octavia WRC est fabriquée dans l'usine de Mladá Boleslav et Škoda reçoit l'aide de plusieurs préparateurs automobiles pour la mettre au point : Prodrive s'occupe de la transmission intégrale, AMS Performance du moteur et Proflex des amortisseurs.
La Škoda Octavia WRC est présentée officiellement en octobre 1998 lors du salon automobile de Birmingham organisé au National Exhibition Centre,. C'est la première voiture de rallye du constructeur tchèque équipée de quatre roues motrices et sa livrée est blanche et verte, reprenant les couleurs du logo de la marque,.

### Saison 1999
Deux Škoda Octavia WRC sont engagées pour la saison 1999 du championnat du monde des rallyes. La première, portant le numéro 11, est pilotée par l'Allemand Armin Schwarz qui a pour copilote son compatriote Manfred Hiemer. Elle est alignée sur seulement sept des douze manches de la saison, toutes situées sur le continent européen : Monte-Carlo, Portugal, Catalogne, Acropole, Finlande, Sanremo et Grande-Bretagne. Škoda fait l'impasse sur deux manches européennes (Suède et Corse) et à toutes celles disputées hors de l'Europe : Safari Rally, Argentine, Nouvelle-Zélande, Chine et Australie.
La deuxième Škoda Octavia WRC, portant le numéro 12, est partagée entre deux équipages tchèques : Pavel Sibera/Petr Gross (Monte-Carlo et Catalogne) et Emil Triner/Miloš Hůlka (Portugal, Acropole, Finlande et Sanremo).
La première épreuve de la saison, au Monte-Carlo, est un véritable fiasco : pour la première spéciale du rallye, alors qu'il est dans la file d'attente à l'approche de la rampe de départ, Armin Schwarz est victime d'un problème d'embrayage sur sa Škoda et abandonne avant d'avoir parcouru la moindre distance. De son côté, Pavel Sibera est confronté à un problème de la direction assistée de sa Škoda et renonce lui aussi juste avant le départ de la première spéciale,.
« Je me souviens que la nuit précédant le tout premier rallye de Monte-Carlo, personne chez Škoda n'a dormi. Ils ont fait venir les voitures de la République tchèque à Nice grâce à l'importateur Škoda et à 10 heures du matin, à la toute dernière minute, ils ont apporté la voiture. Mais les voitures n'étaient pas terminées. À l'époque, Pavel Janeba était le directeur sportif ; il faisait tout, tout seul. Il s'occupait de la réservation de l'hôtel, réglait lui-même la note ! C'est lui qui passait toutes les commandes des pièces détachées. »
— Propos d'Armin Schwarz lors d'une interview accordée à DirtFish.com en 2024.
Absente en Suède puis au Safari Rally, Škoda fait son retour lors de la manche portugaise (courue du 21 mars au 24 mars) qui se solde à nouveau par un double abandon. En effet, lors de la deuxième journée du rallye, les Octavia WRC de Schwarz/Hiemer et de Triner/Hůlka sont victimes d'une casse dans le système de transmission. Après une inspection des deux véhicules, la raison de la casse mécanique est identifiée : il s'agit d'un joint défectueux dans le mécanisme de déclenchement de l'embrayage. Afin de remédier à ce problème, Škoda effectue de nombreux essais en Tchéquie sur asphalte, en prévision du rallye de Catalogne qui se dispute intégralement sur ce type de revêtement. Malgré ces essais, Škoda enregistre encore un double abandon en Catalogne : lors de la douzième spéciale, Sibera et Gross abandonnent en raison d'un incendie sur l'Octavia WRC tandis que Schwarz et Hiemer renoncent lors de la quatorzième spéciale en raison d'une perte de puissance du moteur et d'un problème sur l'alternateur,.
En juin, pour le rallye de l'Acropole, les Octavia WRC sont équipées d'un nouveau système d'injection d'eau afin de mieux refroidir le moteur et de gagner en fiabilité. Ce nouveau système s'avère payant puisque pour la première fois depuis son arrivée en WRC, les deux Škoda franchissent la ligne d'arrivée : Schwarz et Hiemer se classent à la douzième place juste devant Triner et Hůlka. Ce résultat permet à Škoda d'inscrire ses premiers points au classement des constructeurs avec trois unités.
L'Octavia WRC reçoit une nouvelle amélioration pour le rallye de Finlande, disputé en août : l' « Antilag system » qui permet de réduire le temps de réponse du turbo et d'améliorer la puissance du moteur. Mais ce rallye est un nouvelle déception pour l'écurie tchèque : Schwarz et Hiemer abandonnent dès la première spéciale, en raison d'un accident, tandis que Triner et Hůlka terminent à la quatorzième place sans jamais avoir été classés provisoirement dans le Top 10,,.
Le rallye Sanremo, qui se déroule en octobre, est de nouveau décevant pour Škoda : malgré un nouveau système de refroidissement des freins, Schwarz et Hiemer abandonnent lors de la neuvième spéciale en raison d'un problème de direction tandis que Triner et Hůlka ne terminent qu'à la vingt-troisième place.
En novembre, pour la dernière manche de la saison, en Grande-Bretagne, Škoda recrute les Belges Bruno Thiry et Stéphane Prévot pour conduire la voiture numéro 12. Dès leur première course avec l'Octavia WRC, ils obtiennent le meilleur résultat de l'écurie de la saison en terminant à la quatrième place. De leur côté, Schwarz et Hiemer, alors classés dans le Top 10, abandonnent lors de la dernière journée à cause de la perte d'une roue lors de la dix-neuvième spéciale. Malgré la quatrième place de Thiry et Prévot, qui lui rapporte trois points, Škoda termine à la septième et dernière place du classement des constructeurs.

### Saison 2000
Pour la saison 2000 du championnat du monde des rallyes, Škoda aligne à nouveau deux Octavia WRC. Comme en 1999, la numéro onze est confiée aux Allemands Schwarz et Hiemer. En revanche, contrairement à la saison précédente, les deux équipages tchèques de la voiture numéro douze, Pavel Sibera/Petr Gross et Emil Triner/Miloš Hůlka, sont écartés.
Ils sont remplacés par un seul équipage : les Espagnols Luís Climent et Álex Romaní. Leur recrutement est motivé par leur bonne saison 1999 (ils ont remporté la Coupe FIA des équipes privées en WRC (FIA Teams' Cup), avec le Valencia Terra y Mar Team) et par le fait qu'ils apportent un sponsor, Airtel, pour un montant d'un million de dollars, à l'écurie Škoda,.
Pavel Janeba justifie la mise à l'écart des deux équipages tchèques pour des raisons sportives : « Nos pilotes mettent trop de temps à s'habituer à l'Octavia WRC. Ils n'auraient pas pu atteindre le niveau de Schwarz avant au moins un an. Au départ, seul Schwarz était autorisé à mener des essais avec l'Octavia car Sibera et Triner n'avaient qu'un programme partiel. Néanmoins, Pavel Sibera a réalisé des temps comparables à ceux de l'Allemand lors de ses premières sorties sur la piste d'essai. Mais même s'ils avaient pu tester l'Octavia WRC dès le début et en tirer le meilleur comme Schwarz, ils n'auraient jamais pu atteindre le niveau d'un Mäkinen ou d'un Kankkunen. À leur âge, ils ne s'habitueront pas à une voiture disposant de quatre roues motrices ». Janeba se montre par ailleurs très enthousiaste sur le recrutement de Climent : « C'est un pilote très ambitieux qui a déjà montré tout son potentiel au plus haut niveau ».
Comme en 1999, Škoda ne participe pas à l'ensemble des manches de la saison. Pour la saison 2000, les Octavia WRC sont engagées sur sept des quatorze épreuves (Monte-Carlo, Safari Rally, Portugal, Espagne, Acropole, Chypre, Sanremo et Grande-Bretagne) et sont absentes en Suède, Argentine, Nouvelle-Zélande, Finlande, Chine, Tour de Corse et Australie. Initialement prévu comme dixième manche de la saison, au mois de septembre, le rallye de Chine est annulé en avril 2000 pour des raisons financières. En mai 2000, le rallye de Chypre est ajouté au calendrier à sa place et Škoda décide d'y participer, portant son engagement à huit rallyes sur quatorze pour la saison 2000.
Avant le début de la saison, Armin Schwarz se montre optimiste quant aux chances de l'écurie d'inscrire régulièrement des points : « L'équipe a fait des progrès significatifs en 1999 et nous devons continuer à aller de l'avant en 2000. Notre programme d'essais hivernaux s'est bien déroulé et je suis très optimiste quant à notre capacité à produire de bons résultats au cours de cette saison. Notre objectif est de voir les deux Octavia rouler régulièrement dans le top 10 et nous serons alors bien placés pour marquer des points lorsque l'occasion se présentera ». Pour Autosport, un magazine hebdomadaire britannique spécialisé dans la compétition automobile, l'écurie tchèque n'est pas en mesure de remporter un rallye, mais peut jouer un rôle d'arbitre dans la course au titre.
Pour le premier rallye de la saison, le Monte-Carlo, les deux Octavia WRC se classent dans le Top 10, et ce, malgré des problèmes mécaniques. Septièmes de l'épreuve, Schwarz et Hiemer ont réalisé le troisième meilleur temps lors de deux spéciales malgré des problèmes sur le tuyau du turbo,. Les Espagnols Climent et Romaní terminent à la dixième place en dépit de deux problèmes : deux goujons de fixation du turbo ont cédé et ont entraîné une baisse de la pression de la suralimentation puis, la pédale de frein est restée bloquée lors de la quatorzième spéciale,. Grâce à la septième place de Schwarz et Hiemer, Škoda inscrit un point au championnat du monde des constructeurs.
Absente au rallye de Suède, Škoda est en revanche présente pour la première fois de son histoire au Safari Rally. Afin de préparer au mieux cette manche sur le continent africain, Škoda effectue sept jours d'essais au Kenya, pays hôte du rallye. Quatre jours d'essais sont programmés pour Schwarz et Hiemer et trois jours pour Climent et Romaní. L'objectif est d'améliorer l'Octavia WRC, mais également de voir comment l'équipe se comporte loin du continent européen, car elle envisage, à ce moment-là, une participation à toutes les épreuves du championnat du monde en 2001. Pour son premier Safari Rally, l'Octavia WRC reçoit de nombreuses modifications : le réservoir est agrandi, car les spéciales sont plus longues qu'à l'accoutumé et un snorkel est ajouté afin de permettre au moteur de moins souffrir de la chaleur, de la poussière, mais également des passages de rivières,. Afin d'éviter les pierres, la garde au sol est plus élevée que pour un rallye normal et les suspensions sont renforcées,. De plus, un pare-buffle est également apposé à l'avant du véhicule afin d'amortir d'éventuels chocs avec des animaux ou avec des matatu, des minibus omniprésents au Kenya,. Enfin, les rétroviseurs sont dotés d'ampoules à décharge haute intensité afin de rendre la voiture plus visible même lorsqu'elle roule dans un nuage de poussières. La semaine d'essais et les nombreuses améliorations portent leurs fruits puisque les deux Octavia intègrent le Top 10, comme lors du rallye Monte-Carlo : Schwarz et Hiemer terminent à la septième place juste devant leurs coéquipiers Climent et Romaní. Ce résultat permet à Škoda d'engranger trois points de plus au classement des constructeurs.
Lors du rallye suivant, en mars, au Portugal, Škoda marque un nouveau point au classement des constructeurs grâce à la huitième place de Schwarz et Hiemer tandis que Climent et Romaní ne parviennent pas à intégrer le Top 10 et se contentent de la douzième place. Par ailleurs, Schwarz et Hiemer s'illustrent lors de ce rallye en établissant un record du saut le plus long sur la bosse de Fafe avec un bond de 73,5 mètres à une vitesse de 180 km/h,,.
Après avoir marqué des points lors de quatre rallyes à la suite (Grande-Bretagne 1999, Monte-Carlo 2000, Safari Rally 2000 et Portugal 2000), Škoda voit sa série s'arrêter lors du rallye de Catalogne, disputé au mois d'avril : Schwarz et Hiemer se classent onzièmes tandis que Climent et Romaní abandonnent lors de l'avant-dernière spéciale. Cet abandon est d'ailleurs le premier de la saison pour Škoda. Néanmoins, lors de ce rallye, Škoda et par la même occasion l'Octavia WRC remportent pour la première fois de leur histoire une spéciale. En effet, Schwarz et Hiemer ont réalisé le meilleur temps lors de la cinquième spéciale du rallye reliant Alpens à Les Llosses.
Au mois de mai, la société Airtel, qui est train de passer sous le contrôle de Vodafone,,, cesse de sponsoriser Climent et Romaní. Malgré la perte financière engendrée, Škoda maintient les deux pilotes jusqu'à la fin de la saison,.
Dès la course suivante, au rallye de l'Acropole, en juin, Airtel n'apparaît plus sur le capot et les flancs de la Škoda Octavia WRC. Lors de ce rallye, Climent et Romaní abandonnent dès la troisième spéciale après la perte de la roue avant gauche. Ce deuxième abandon consécutif de l'équipage espagnol est compensé par la cinquième place de Schwarz et Hiemer, ce qui constitue le meilleur de Škoda depuis le début de la saison. Grâce à ce résultat, Škoda engrange trois points de plus au classement des constructeurs et occupe alors la cinquième place avec huit points devant SEAT (sept points) et Hyundai (un point).
Absente en Nouvelle-Zélande puis en Finlande, Škoda fait son retour à la compétition pour le rallye de Chypre. Škoda nourrit de grandes ambitions pour ce rallye, car, premièrement, l'Octavia WRC reçoit plusieurs améliorations avec une nouvelle carrosserie offrant une aérodynamique améliorée, une meilleure répartition du poids, plus de puissance et une meilleure traction. De plus, Armin Schwarz est le seul pilote engagé au sein d'une écurie officielle à avoir participé et remporté l'épreuve (en 1996, avec une Toyota Celica GT-Four ST205 et Denis Giraudet pour copilote),. Enfin, en 1998, le pilote tchèque Emil Triner s'est classé deuxième du rallye de Chypre avec l'Octavia Kit-Car, permettant à Škoda d'engranger de l'expérience sur ce rallye. Mais dès le premier jour, les deux Škoda Octavia WRC abandonnent : Schwarz et Hiemer sont victimes d'un accident lors de la deuxième spéciale tandis que Climent et Romaní renoncent lors de la cinquième spéciale après avoir percé le carter ce qui entraîne une fuite d'huile.
Après avoir fait l'impasse sur le Tour de Corse, Škoda aligne ses deux Octavia WRC au Sanremo. L'écurie y arrive après avoir effectué six jours d'essais notamment pour tester les différents types de pneus Michelin. « Si la voiture se comporte en course comme lors des essais, alors sa fiabilité devrait nous permettre de se battre pour obtenir de gros points », explique Pavel Janeba avant le rallye. Si la fiabilité est au rendez-vous, Schwarz/Hiemer et Climent/Romaní terminant respectivement à la douzième et la quatorzième place, ce résultat est cependant insuffisant pour offrir à Škoda des points au classement des constructeurs.
Après avoir manqué le rallye d'Australie, avant-dernière manche de la saison, Škoda participe au rallye de Grande-Bretagne, ultime manche de la saison 2000. Comme au Sanremo, Schwarz/Hiemer et Climent/Romaní rallient l'arrivée en dehors du top 10 : l'équipage allemand se classe treizième tandis que l'équipage espagnol pointe à la seizième place. Une fois de plus, Škoda ne marque aucun point au classement des constructeurs. À l'issue de la saison, l'écurie tchèque se classe septième et dernière du classement des constructeurs avec huit points.

### Saison 2001
Pour la saison 2001 du championnat du monde des rallyes, Škoda aligne à nouveau deux Octavia WRC. Comme en 1999 et 2000, la numéro onze est confiée aux Allemands Schwarz et Hiemer. En revanche, l'équipage espagnol Climent/Romaní de la Škoda Octavia WRC portant le numéro douze n'est pas reconduit, les deux parties n'ayant pas trouvé un accord pour prolonger l'aventure. Pour les remplacer, Škoda recrute l'équipage belge composé de Bruno Thiry et de Stéphane Prévot et qui avait fait une pige concluante au rallye de Grande-Bretagne 1999 en terminant à la quatrième place,. Les Belges sortent d'une saison quasi-blanche au championnat du monde des rallyes puisqu'ils n'ont participé qu'à une seule épreuve en 2000, le Monte-Carlo. Afin garder le rythme, Thiry et Prévot ont participé au Championnat d'Europe des rallyes 2000 avec une Citroën Xsara Kit-Car, obtenant le titre de vice-champion d'Europe. Le pilote belge ne cache pas sa satisfaction de réintégrer le championnat du monde, et ce, au sein d'une écurie officielle : « Je suis heureux d'être de retour dans le feu de l'action, et avec une Škoda de surcroît. L'équipe Škoda Motorsport m'a offert cette opportunité unique et j'aurai à cœur de rendre à Škoda ce qu'elle m'a donné ».
Pour sa troisième saison dans la catégorie reine du rallye, Škoda s'engage pour douze des quatorze épreuves, ne faisant l'impasse que sur les deux rallyes organisés en Océanie (Australie et Nouvelle-Zélande). L'écurie reçoit l'aide d'un nouveau sponsor, la compagnie d'assurances Allianz qui rejoint Castrol, déjà présent les saisons précédentes.
Concernant les objectifs de la saison, Armin Scharz a pour ambition de terminer les douze rallyes et souhaite marquer des points au championnat des constructeurs lors d'au moins six épreuves. Quant à Bruno Thiry, il espère rééditer sa bonne performance réalisée en Grande-Bretagne en 1999, mais redoute une concurrence qu'il estime plus forte pour la saison à venir.
Pour Autosport, Škoda est l'équipe la plus faible du plateau avec Huyndai. Car même si l'Octavia WRC affiche un bon rythme en course, l'hebdomadaire britannique estime que Škoda aura du mal à inscrire des points, car elle n'aligne que deux voitures contrairement à ses adversaires qui en auront trois sur la plupart des épreuves.
Sur le plan mécanique, l'Octavia WRC est légèrement modifiée par rapport à la saison précédente. Le principal changement est la modification des conduits dans le moteur afin d'améliorer le flux d'air vers le turbo. Des améliorations du moteur sont également attendues pour la mi-saison.
La saison débute en janvier avec le rallye de Monte-Carlo et l'équipage Schwarz/Hiemer se classe à la quatrième place, égalant le meilleur résultat de Škoda en championnat du monde. Les deux Allemands occupaient même la troisième à deux spéciales de la fin, mais ils n'ont pu résister au retour de la Ford Focus de François Delecour et de Daniel Grataloup. « Je ne suis pas du tout déçu, c'est très bien pour l'équipe. Dès que j'ai vu les routes s'assécher lors du deuxième passage au Col de Turini, j'ai su que François allait arriver à fond et qu'il serait impossible de l'arrêter », confie Schwarz à Autosport.com à l'issue du rallye.
Quant à Thiry et Prévot, s'ils terminent à la huitième place, ils sont derniers des pilotes officiels et derniers des WRC, à quatorze minutes du vainqueur et à un peu plus de onze minutes de leurs coéquipiers allemands. Dès le vendredi, les deux Belges sont victimes de bris de turbo, de pompe à essence et d'amortisseur. Le samedi, ils roulent toute la journée avec une fuite d'huile dans le différentiel. « Il va encore me falloir des essais. Ou alors qu'ils me remontent le vieux différentiel central dont je disposais au RAC. Là au moins, je parvenais à jouer avec ma Škoda », constate amèrement Bruno Thiry après cette première épreuve.
Après cette première manche, Škoda occupe la troisième place du classement des constructeurs avec cinq points (quatre apportés par Schwarz et Hiemer ; un point apporté par Thiry et Prévot) derrière Mitsubishi (treize points) et Ford (six points).
La deuxième épreuve de la saison se déroule en Suède et c'est la première fois que Škoda y participe. Pour s'y préparer, l'écurie tchèque a réalisé des essais en Autriche avant le rallye Monte-Carlo. À la demande de Bruno Thiry, les mécaniciens de Škoda remontent le vieux différentiel central sur sa voiture et il termine l'épreuve suédoise à la dixième place, offrant un point à son écurie au classement des constructeurs qui en compte alors six au total,,. En revanche, les Allemands Schwarz et Hiemer abandonnent lors de la huitième spéciale après une sortie de route.
Pour la troisième manche au Portugal, Škoda est en confiance : en trois rallyes avec l'Octavia WRC (Grande-Bretagne 1999 et les deux premières manches de la saison 2001), Thiry et Prévot ont toujours rapporté des points à leur écurie. Quant à Armin Schwarz, il estime que les dégâts causés par les intempéries en amont du rallye seront un avantage : « Les routes défoncées pourraient être une bonne chose pour Škoda ! Je ne pense pas avoir vu des conditions aussi mauvaises au Portugal au cours des dix dernières années. Notre travail, pour améliorer les amortisseurs lors des essais du rallye pourrait s'avérer très important ». Mais les espoirs de Škoda retombent rapidement : les deux voitures abandonnent avant même la première spéciale du vendredi en raison de problèmes mécaniques,. La Škoda de Bruno Thiry et Stéphane Prévot est victime d'une panne électrique de la pompe à essence sur le tronçon routier reliant la super-spéciale, disputée le jeudi soir, au parc fermé. Quant à l'Octavia de Schwarz et Hiemer, l'embrayage est tombé en panne lorsque les deux pilotes se rendaient au point de départ de la première spéciale du vendredi.
Dans les rangs de l'écurie tchèque, la déception est immense : « La voiture a commencé à avoir des ratés sur le chemin du retour au parc fermé, puis elle s'est arrêtée. Je suis déçu, car nous avions fait un top 10 dans la super-spéciale et je pense que les conditions boueuses nous auraient permis d'obtenir un bon résultat », explique Bruno Thiry après son abandon. « C'est très décevant. Dans la superspéciale de jeudi soir, j'ai cru que j'avais beaucoup de patinage, mais c'était en fait l'embrayage qui patinait un peu. L'équipe a changé le cylindre d'embrayage jeudi soir, mais comme nous l'avons découvert ce matin, cela n'a pas résolu le problème », constate de son côté Armin Schwarz après son retrait du rallye.
Pour le rallye suivant, en Catalogne, Škoda utilise les deux Octavia WRC alignées au Monte-Carlo, la première épreuve de la saison au cours de laquelle les deux équipages ont inscrit des points. Avant la manche catalane, Škoda teste un nouveau moteur mais décide de ne pas l'utiliser, le jugeant pas encore assez fiable. Mais contrairement au Monte-Carlo, aucun des deux équipages n'entrent dans les points au rallye de Catalogne : Schwarz et Hiemer abandonnent lors de la huitième spéciale après avoir cassé leur direction tandis que Thiry et Prévot se classent à la dixième place. N'ayant plus rien à jouer avant la dernière journée du rallye, le duo belge a même effectué des essais, lors des dernières spéciales, sur l'Octavia WRC (avec une hauteur de caisse relevée et de nouveaux réglages pour les amortisseurs).
La cinquième manche de la saison se déroule en Argentine et c'est la première fois que Škoda y participe. Comme en Catalogne, l'écurie renonce à utiliser son nouveau moteur. En effet, de nombreuses spéciales du rallye argentin se déroulent en altitude, empêchant l'écurie de mesurer correctement les améliorations apportées à ce nouveau moteur. Lors de ce rallye, les deux Škoda Octavia WRC abandonnent en raison d'un accident improbable et dramatique. Avant la onzième spéciale, des supporters argentins font un barbecue au milieu des voitures garées au bord de la route. Mais le barbecue prend feu et il se propage aux voitures,. Un camion de pompier disposant d'un réservoir de cinq mille litres d'eau se rend sur les lieux, mais son conducteur en perd le contrôle. Le camion de pompier se renverse et s'encastre dans les deux Octavia WRC qui étaient garées sur un tronçon fermé de la route en attendant d'entrer dans le parc d'assistance officiel à Santa Rosa de Calamuchita. Les pilotes et copilotes Škoda sont indemnes, mais l'Allemand Jens Pohlmann, directeur de l'ingénierie de l'équipe, est percuté par le camion,,. Évacué par hélicoptère vers l'« Hospital de Urgencia » de Córdoba, Pohlmann souffre d'une fracture du bassin, de cinq côtes et d'une épaule cassées, ainsi que de divers traumatismes internes. Son état est décrit comme grave, mais stable : Pohlmann est conscient, ne présente pas de lésions neurologiques, mais il subit un drainage pulmonaire ainsi qu'une traction pour repositionner son bassin,,. Pohlmann est ensuite rapatrié en Allemagne après l'amélioration de son état de santé.
« Je venais à peine de monter dans la voiture depuis cinq secondes lorsque j'ai vu cet énorme camion voler dans notre direction et tout est devenu noir. Heureusement, comme je venais de monter dans la voiture, je ne portais pas ma ceinture de sécurité et j'ai pu instinctivement me pencher en travers de la voiture et poser ma tête sur les jambes de Stéphane. La voiture a ensuite été écrasée latéralement - le choc a été si violent que les pneus se sont détachés des jantes. Le haut de la cabine du camion a heurté la porte arrière, tandis que l'énorme réservoir d'eau s'est écrasé sur le capot. Le solide arceau de sécurité nous a certainement sauvés. »
— Témoignage de Bruno Thiry après l'accident du rallye d'Argentine.
Après trois rallyes sans marquer le moindre point, Škoda espère se relancer lors de la sixième manche du calendrier, à Chypre. « Nous avons eu pas mal de malchance ces derniers temps et je veux vraiment atteindre l'arrivée ici. Je pense que cela nous donnera une bonne chance de marquer des points, car je m'attends à ce que de nombreuses voitures aient des problèmes », pronostique Schwarz avant la course. Un avis partagé par son coéquipier, Bruno Thiry : « Nous pouvons espérer ramener des points pour le championnat constructeurs, en comptant sur une probable hécatombe du côté des leaders ». Le résultat du rallye donne raison aux deux pilotes : Thiry et Prévot terminent à la huitième place juste devant Schwarz et Hiemer et l'équipage belge offre un point à son écurie qui en compte désormais sept au total,.
Pour le septième rallye de la saison, en Grèce, l'optimisme règne dans les rangs de Škoda avant l'épreuve. « Le rallye sera long, chaud et difficile, donc je suis optimiste et je pense que nous pourrons faire un parcours sans faute et peut-être essayer de prendre un ou deux points », explique Armin Schwarz. « Les températures sont élevées en Grèce, mais l'air y circule mieux, car les spéciales ne sont pas aussi sinueuses. Je suis sûr que ce sera une épreuve difficile pour tout le monde, mais je pense que nous pouvons obtenir un bon résultat ici », estime Bruno Thiry. Et comme pour le rallye chypriote, les deux pilotes ont vu juste. Schwarz et Hiemer terminent à la septième place tandis que Thiry et Prévot franchissent la ligne d'arrivée en dixième position. L'équipage allemand offre ainsi trois points à Škoda et l'équipage belge, un point. Fort de ces quatre nouveaux points, Škoda en totalise onze et s'empare de la cinquième place au classement des constructeurs au détriment de Hyundai, qui compte dix points.

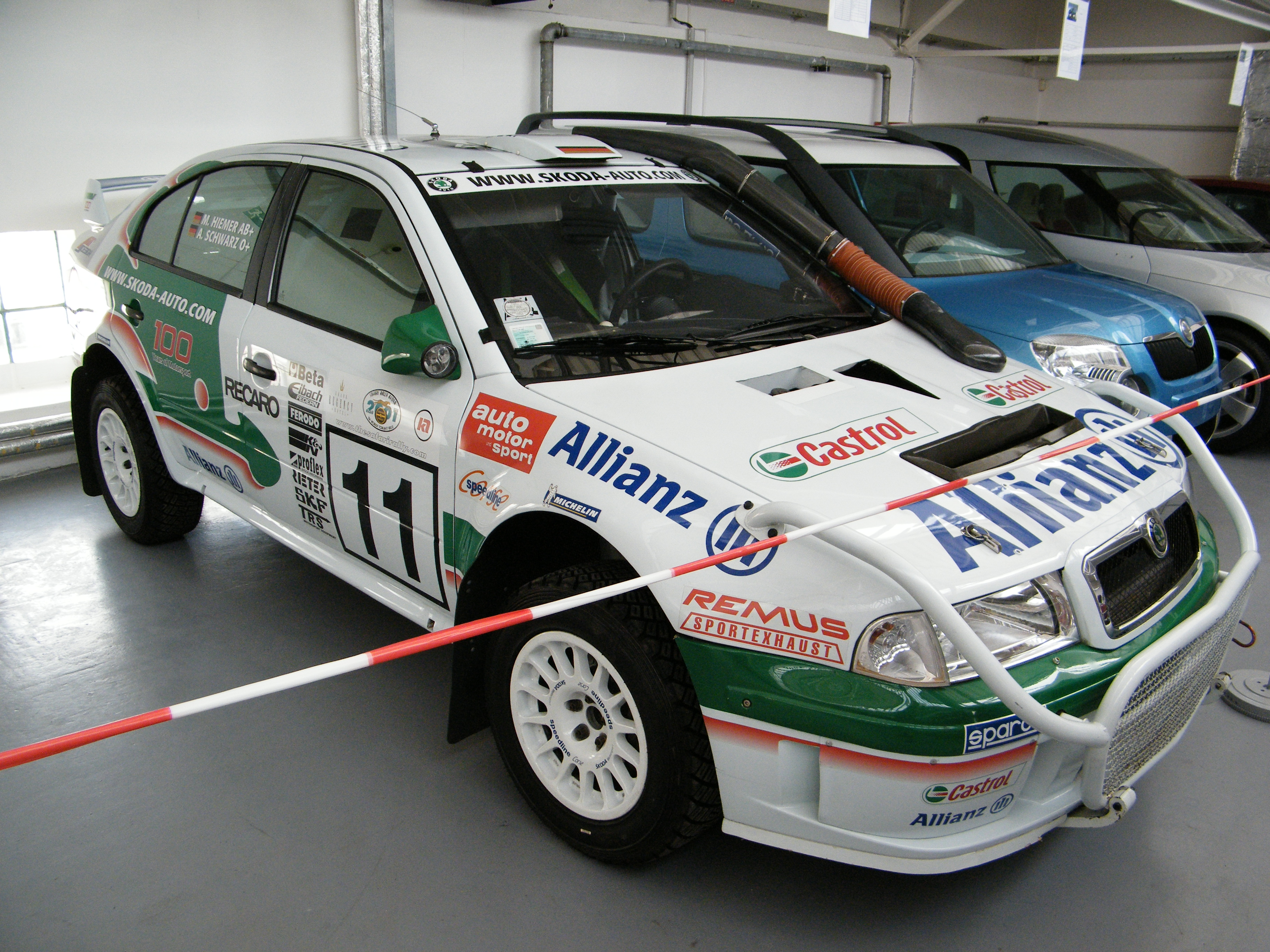
La Škoda Octavia WRC d'Armin Schwarz et de Manfred Hiemer au Safari Rally 2001. L'équipage allemand se classe troisième, obtenant un résultat historique pour Škoda et l'Octavia WRC.

« Nous avons prouvé une fois de plus que l'Octavia est une voiture solide, ce qui nous donne une bonne base de travail pour nos essais de la semaine prochaine en vue du Safari Rally », se réjouit Armin Schwarz. Le pilote allemand effectue en effet des essais à la fin du mois de juin après ceux réalisés par ses coéquipiers belges en avril,. Ces essais permettent notamment à l'écurie tchèque d'améliorer les suspensions de l'Octavia WRC. Comme en 2000, la voiture est dotée d'un pare-buffle, d'un snorkel et des ampoules à décharge haute intensité sont ajoutées aux rétroviseurs afin de rendre la voiture plus visible même lorsqu'elle roule dans un nuage de poussières.
Pour la première fois depuis son arrivée dans la catégorie reine du championnat du monde des rallyes, Škoda aligne une troisième Octavia WRC, portant le numéro 21. Il s'agit de la voiture pilotée en 2000 lors de l'épreuve kényane par l'équipage espagnol Climent/Romaní et elle est confiée, pour l'édition 2001, à un équipage tchèque composé de Roman Kresta (pilote) et Jan Tománek (copilote).
Armin Schwarz se montre une nouvelle fois optimiste avant ce rallye : « Je suis impatient de participer à cet événement. Nos essais en Afrique se sont très bien déroulés et je pense que nous pouvons nous battre pour les points des constructeurs ». Le pilote allemand ne croit pas si bien dire puisqu'avec son copilote Manfred Hiemer, ils s'emparent de la tête du rallye à l'issue de la première spéciale. C'est la deuxième fois de leur carrière qu'ils remportent une spéciale avec l'Octavia WRC (après la Catalogne en 2000) mais c'est la première fois qu'un équipage de l'écurie Škoda mène un rallye. Si Schwarz et Hiemer perdent la tête du rallye dès la deuxième spéciale, ils terminent le rallye à la troisième place, offrant à l'Octavia WRC et à Škoda le premier podium de son histoire.
Après la course, le pilote allemand savoure ce résultat historique : « Nous savions dès le départ à quelle vitesse la voiture était capable de rester fiable, et nous nous y sommes tenus. Il était très difficile de conduire aujourd'hui, car nous n'avions plus d'amortisseurs neufs et nous avons utilisé des amortisseurs reconstruits pas aussi solides, mais au final, le résultat est fantastique pour tout le monde dans l'équipe. Le seul bémol est l'accident de Bruno qui avait une chance de marquer des points et qui a roulé sans direction assistée ». Thiry et Prévot, les coéquipiers belges de Schwarz, ont en effet abandonné lors de la dernière spéciale alors qu'ils occupaient la sixième place, victimes d'un accident après la perte de leur direction assistée. Prévot est même conduit à l'hôpital car il a deux vertèbres fêlées. Quant à Roman Kresta et Jan Tománek, pour leur premier rallye avec Škoda, ils ont abandonné dès la troisième spéciale après la rupture de la suspension avant gauche.
Le résultat historique de Schwarz et Hiemer apporte quatre points à Škoda qui consolide sa cinquième place au classement des constructeurs avec quinze points, contre dix pour Hyundai.

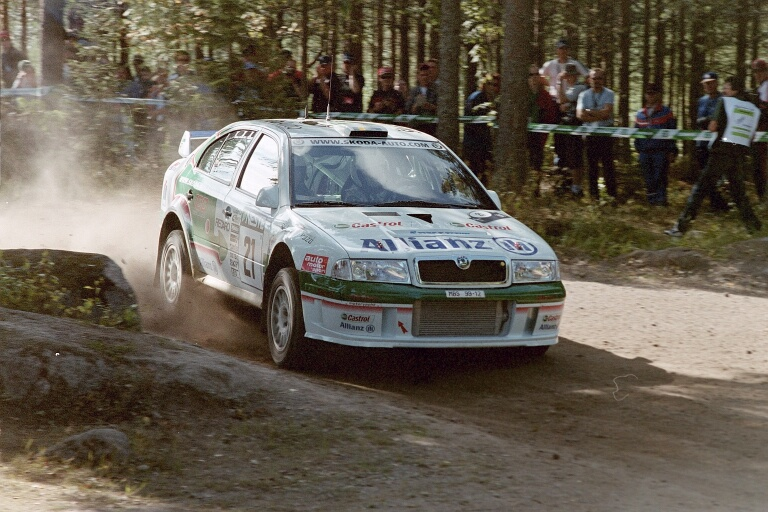
Stig Blomqvist et Ana Goñi lors du rallye de Finlande 2001.

Škoda participe ensuite au rallye de Finlande et aligne une nouvelle fois trois voitures. La troisième Škoda Octavia WRC est confiée à Stig Blomqvist, sacré champion du monde des rallyes en 1984,. Âgé de cinquante-cinq ans, le pilote suédois a déjà conduit pour Škoda, entre 1995 et 1997 et lors du rallye de Grande-Bretagne, en 1996, avec une Felicia Kit-Car, il s'est classé troisième du classement général et premier dans la catégorie 2 Litres. « J'ai de bons souvenirs de l'époque où j'étais pilote d'usine Škoda et l'opportunité de piloter l'Octavia dans une manche du WRC est bien sûr très excitante pour moi. J'essaierai de régler la voiture le plus possible en fonction de mon style de conduite pendant la séance d'essais. Il est difficile de prédire un résultat, mais l'opportunité est bien sûr très motivante », confie le pilote suédois après son recrutement. Pour ce rallye, la copilote de Blomqvist est la Venezuélienne Ana Goñi et leur voiture est aux couleurs de leurs sponsors personnels.

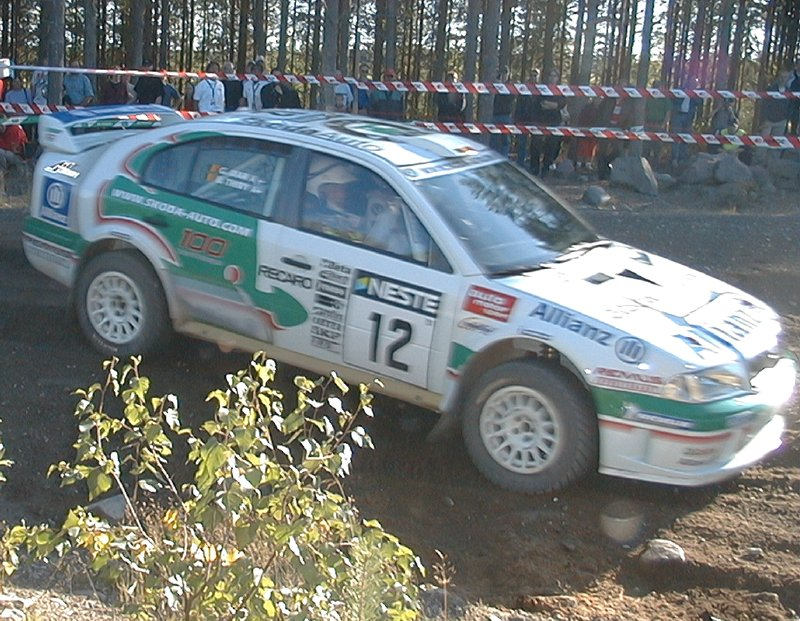
Bruno Thiry et Georges Biar lors du rallye de Finlande 2001.

Stéphane Prévot étant toujours convalescent après son accident lors du Safari Rally, il est remplacé par le Belge Georges Biar pour faire équipe avec Bruno Thiry. Âgé de quarante-neuf ans, Georges Biar a été le copilote de Marc Duez lors du Tour de Corse 1987 achevé à la sixième place avec une BMW M3 préparée par Prodrive puis il a rejoint le Toyota Team Europe, où il a couru aux côtés de Renaud Verreydt jusqu'en 1995, date à laquelle il a pris sa retraite,. « Je suis impatient d'aider Bruno Thiry à obtenir le meilleur résultat possible avec l'Octavia WRC en Finlande. Ce ne sera pas une tâche facile car Bruno et Stéphane courent ensemble depuis dix ans », déclare Georges Biar avant la course. Pour Pavel Janeba, le recrutement de Biar est un soulagement : « C'est une bonne chose que nous ayons réussi à résoudre ce problème. Il n'est jamais facile de faire des changements en cours d'année, nous ferons tout ce qui est en notre pouvoir pour aider Georges ».
Quant à Armin Schwarz, il se montre pessimiste sur les chances de Škoda pour ce rallye : « Il faut être réaliste. En Finlande, les pilotes locaux sont très forts. Ce rallye est très différent des autres courses sur terre. Chaque année, de nombreux pilotes scandinaves s'y affrontent, ils sont incroyablement rapides sur ces pistes ». Le résultat final du rallye donne raison à Schwarz puisque c'est le Finlandais Marcus Grönholm qui s'impose sur ses terres tandis que les Škoda sont toutes classées au-delà de la dixième place : Schwarz et Hiemer, victimes de problèmes de suspensions, terminent le rallye à la quinzième place, Thiry et Biard à la dix-huième place et, enfin, Blomqvist et Goñi franchissent la ligne d'arrivée en vingt-deuxième position,.
Absente de l'épreuve néo-zélandaise, Škoda fait son retour à la compétition lors du rallye Sanremo, onzième épreuve de la saison disputée en octobre. Comme au Safari Rally et en Finlande, une troisième Octavia WRC est engagée, car le marché italien est très important pour Škoda. Elle est confiée aux Tchèques Roman Kresta et Jan Tománek. Les deux hommes ont remporté le championnat de Tchéquie des rallyes un mois plus tôt et Kresta aborde le Sanremo dans l'optique d'engranger de l'expérience : « Je ne pense pas aux résultats que l'on peut obtenir, car il y a une grande différence entre les rallyes du championnat tchèque et ceux du championnat du monde. Mon objectif principal est d'acquérir le plus d'expérience possible »,.
Pour ce rallye, l'Octavia WRC reçoit de nouvelles améliorations : La voiture d'Armin Schwarz est équipée d'un différentiel central révisé, qui doit permettre de rendre l'usure des pneus plus homogène au fil des spéciales. La cartographie du différentiel est également améliorée afin que l'Octavia soit plus réactive aux changements de direction. Enfin, de nouveaux amortisseurs équipent l'Octavia WRC.
Malgré ces améliorations, Schwarz et Hiemer abandonnent dès la première spéciale du Sanremo à cause d'un problème d'alternateur. Les Tchèques Kresta et Tománek abandonnent eux aussi, mais lors de la dernière spéciale en raison de problèmes sur leur moteur. La seule Octavia WRC qui termine le Sanremo est celle des Belges Thiry et Biar qui se classent à la treizième place.
Škoda participe ensuite à son premier Tour de Corse. Pour bien aborder l'antépénultième manche du championnat du monde, l'écurie tchèque effectue quatre jours d'essais en Corse afin de tester une nouvelle suspension. Bruno Thiry voit d'ailleurs ses essais écourtés après la rupture d'un arbre de transmission sur son Octavia WRC et le pilote belge s'attend à souffrir lors du rallye : « Je n'ai pas encore totalement confiance en la voiture et en son comportement, même si elle est un peu plus prévisible qu'au Sanremo ». Un sentiment partagé par Armin Schwarz : « Ce sera un rallye difficile : les pneus sont toujours mis à rude épreuve ici en raison de l'abrasion des routes et la météo est également très imprévisible ». La crainte des deux pilotes s'avère justifiée puisque les deux Octavia WRC abandonnent. Thiry et Prévot, dont c'était le retour à la compétition, renoncent lors de la sixième spéciale à cause d'un problème de transmission tandis que Schwarz et Hiemer se retirent lors de la neuvième spéciale, pour leur sécurité et celle des spectateurs, en raison d'une défaillance de la direction assistée. « C'était comme jouer à la roulette russe. La direction assistée a fonctionné pendant quinze virages mais à partir du seizième, elle ne fonctionnait plus. Le risque d'avoir un accident était très élevé. Nous avons eu plusieurs frayeurs et à un moment, j'ai réalisé que c'était dangereux et nous avons abandonné », explique Armin Schwarz après son retrait. Malgré ce double abandon, Škoda reste cinquième au championnat du monde des constructeurs avec quinze  points devant Hyundai (treize points).
Absente pour l'avant-dernier rallye de la saison, en Australie, Škoda est présente pour la dernière manche de la saison : le rallye de Grande-Bretagne. Avant ce rallye, Škoda annonce que ces deux équipages seront remplacés pour la saison 2002 : Schwarz/Hiemer et Thiry/Prévot cédant leur place à deux équipages scandinaves : le premier est composé des Finlandais Toni Gardemeister (pilote) et Paavo Lukander (copilote) tandis que le second revient aux Suédois Kenneth Eriksson (pilote) et à Christina Thörner (copilote). Le jour même de cette annonce, Armin Schwarz et Manfred Hiemer annoncent qu'ils rejoindront Hyundai pour la saison 2002.
Pour cette dernière épreuve de la saison, Škoda aligne une troisième Octavia WRC qui est confiée à Roman Kresta et Jan Tománek. Sur le plan mécanique, Škoda utilise des amortisseurs provenant d'un nouveau fournisseur ce qui satisfait les trois équipages et en partculier Armin Schwarz : « Les nouveaux amortisseurs sont vraiment bons et très fiables. Il est très important sur cette épreuve d'avoir une voiture fiable et avec laquelle on se sent à l'aise, car le niveau d'adhérence et les revêtements peuvent varier d'un virage à l'autre. Škoda s'est déjà bien comportée dans les forêts galloises et, après nos essais, j'ai bon espoir que nous puissions obtenir un bon résultat ». Les espoirs de Schwarz se concrétisent puisqu'avec son copilote Manfred Hiemer, ils terminent à la cinquième place du rallye tandis que Thiry et Prévot se classent en huitième position. En revanche, Kresta et Tománek abandonnent lors de la huitième spéciale après avoir fait un tonneau avec leur voiture,.
« Je suis heureux de terminer mon parcours chez Škoda avec une place dans les six premiers. L'équipe a parcouru un long chemin depuis que je l'ai rejointe et j'ai été heureux d'en faire partie », déclare Armin Schwarz après son dernier rallye avec l'écurie tchèque. Grâce à la cinquième place de Schwarz et Hiemer, Škoda marque deux points de plus et termine la saison avec un total de dix-sept points. Ce résultat permet à l'écurie tchèque de conserver sa cinquième place de justesse devant Hyundai. L'écurie sud-coréenne marque en effet quatre points lors du rallye de Grande-Bretagne, portant son total de treize à dix-sept points et termine à la sixième place. Malgré leur égalité de points, Škoda devance son rival au classement des constructeurs grâce au podium obtenu par Schwarz et Hiemer au Safari Rally.

### Saison 2002

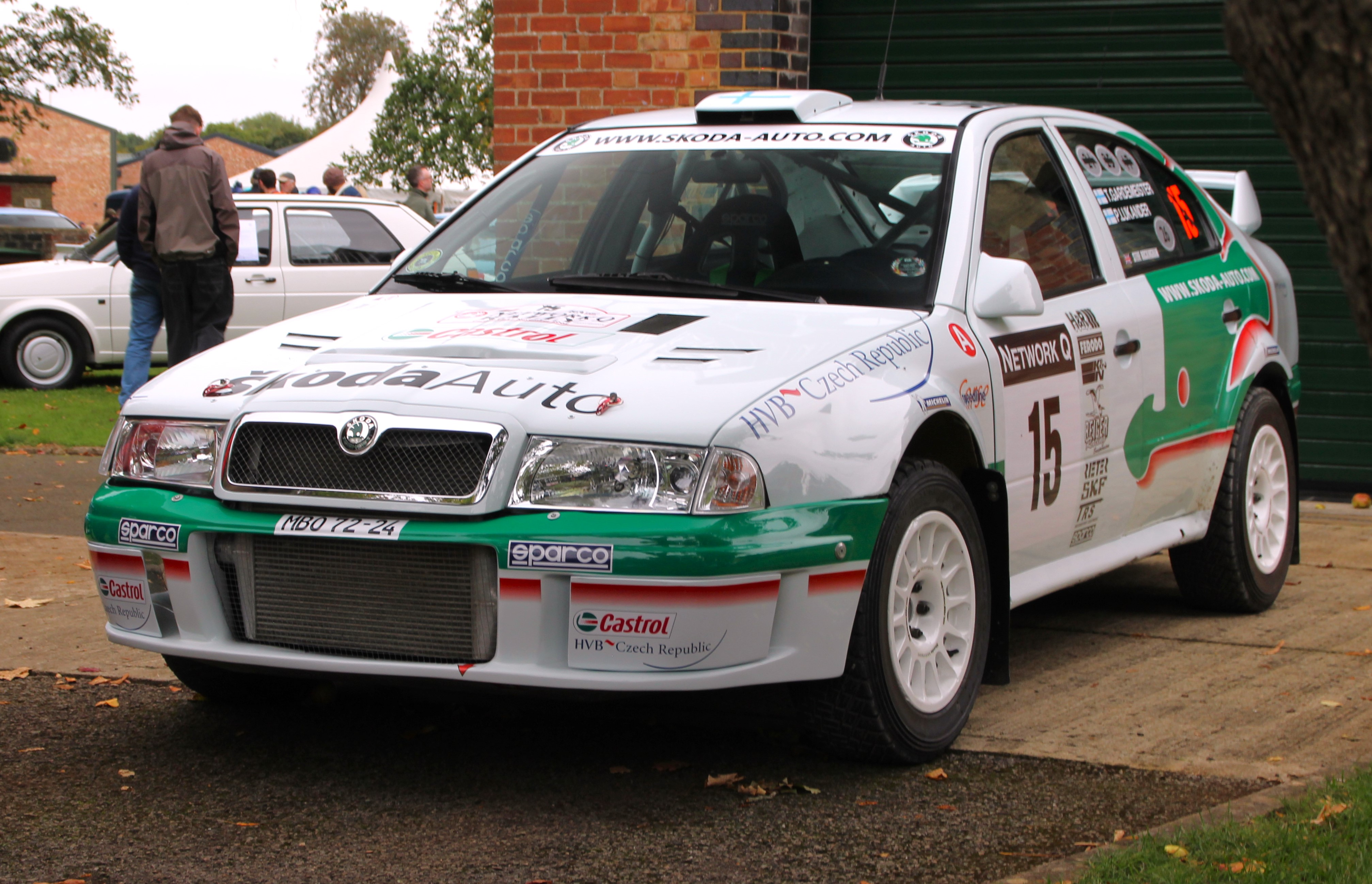
La Škoda Octavia WRC, ici en 2024 lors du Bicester Scramble, utilisée par Toni Gardemeister et Paavo Lukander lors de la saison 2002.

Pour la saison 2002 du championnat du monde des rallyes, Škoda participe pour la première fois de son histoire à l'ensemble des quatorze épreuves inscrites au calendrier. Après le départ des deux équipages titulaires lors de la saison 2001 (les Allemands Schwarz et Hiemer et les Belges Thiry et Prévot), l'écurie tchèque aligne deux nouveaux équipages : les Suédois Kenneth Eriksson et Christina Thörner pilotent une Octavia WRC portant désormais le numéro 14 et les Finlandais Toni Gardemeister et Paavo Lukander sont au volant d'une Octavia WRC portant désormais le numéro 15. Une troisième Octavia WRC, portant le numéro 16, est également engagée et elle est partagée entre deux équipages : le premier est composé du Suédois Stig Blomqvist et de la Vénézuélienne Ana Goñi et le second équipage est composé des Tchèques Roman Kresta et Jan Tománek,. Enfin, une quatrième Škoda Octavia WRC est engagée par l'écurie David Sutton Cars et elle est confiée aux Argentins Gabriel Pozzo et Daniel Stillo qui ont remporté le championnat du monde des rallyes dans le groupe N4 en 2001. Le nombre d'épreuves auxquelles les deux Argentins doivent participer est incertain : neuf rallyes sont initialement prévus à leur calendrier en janvier puis seulement cinq en février. En mars, l'équipage annonce sa participation à quatre rallyes (Catalogne, Chypre, Argentine et Grèce) et espère pouvoir participer à trois autres épreuves (Allemagne, Nouvelle-Zélande et Australie).
La saison 2002 débute avec le rallye Monte-Carlo. Škoda aligne trois Octavia WRC avec les équipages suivants : Eriksson/Thörner, Gardemeister/Lukander et Kresta/Tománek. C'est la première fois qu'Eriksson et Thörner font équipe et le pilote se montre confiant : « C'est un grand défi pour moi. Je suis dans une nouvelle voiture avec un nouveau copilote après de nombreuses années avec Staffan Parmander. L'Octavia a bien fonctionné lors de mes premiers essais, donc je suis positif. Tout peut arriver sur le Monte-Carlo ». Toni Gardemeister, qui effectue lui aussi ses débuts sur l'Octavia WRC, partage l'optimisme d'Eriksson : « Le Monte-Carlo semble m'aimer : j'y ai obtenu de bons résultats par le passé. L'Octavia est une voiture facile à conduire et sa tenue de route est très prévisible ». Sur le plan technique, les trois Octavia WRC disposent d'un moteur préparé par Lehmann.
Mais dès le premier jour du rallye, les Škoda rencontrent des problèmes. Eriksson et Thörner doivent faire face à un problème de boîte de vitesses puisqu'ils ne peuvent plus enclencher le cinquième et le sixième rapport. Quant aux deux autres équipages, ils heurtent une grosse pierre lors de la quatrième spéciale et endommagent leurs suspensions. Le deuxième jour, Kresta et Tománek abandonnent lors de la septième spéciale après un accident spectaculaire : Kresta freine trop tard dans un virage en épingle et l'Octavia WRC s'encastre dans un muret qui ne résiste pas à la violence du choc. L'Octavia WRC manque de tomber dans un ravin mais est retenu par un poteau télégraphique de France Télécom. L'Octvia WRC est en équilibre, au bord du vide, mais l'équipage est indemne. Gardemeister et Lukander rencontrent eux aussi des difficultés lors de cette septième spéciale : ils roulent avec le pot d'échappement écrasé après une erreur dans un virage en épingle ce qui leur fait perdre de la puissance. De plus, lors des huitièmes et neuvièmes spéciales, Gardemeister/Lukander et Eriksson/Thörner font un mauvais choix de pneus et perdent tous de précieuses secondes. Le troisième jour, les deux Škoda encore en course ne rencontrent aucune difficulté et franchissent la ligne d'arrivée : Gardemeister et Lukander se classent à la dixième place tandis qu'Eriksson et Thörner terminent à la quatorzième place mais ces places sont insuffisantes pour apporter des points à l'écurie tchèque au classement des constructeurs.
Pour la deuxième manche de la saison, en Suède, Škoda apporte plusieurs améliorations à l'Octavia WRC : le nouveau système des pédales, déjà utilisé au Monte-Carlo, est reconduit et de nouveaux étriers sont installés. Trois équipages sont alignés par Škoda pour ce rallye : les deux habituels (Eriksson/Thörner et Gardemeister/Lukander) qui sont rejoints par celui constitué de Stig Blomqvist et Ana Goñi. Škoda aborde ce rallye avec de la confiance car Eriksson et Blomqvist ont gagné huit fois cette épreuve à eux deux. Une confiance qui va s'étioler au fil du rallye : Gardemeister et Lukander abandonnent lors de la dernière spéciale de la deuxième journée après un accident,. Pis, lors de la toute dernière spéciale du rallye, alors qu'ils occupent la cinquième place, Eriksson et Thörner abandonnent à leur tour à cause d'une surchauffe du moteur. La seule Octavia WRC qui termine ce rallye est celle de Blomqvist et Goñi, mais à une lointaine quinzième place,.
Après deux rallyes sans marquer le moindre point, Škoda espère se relancer lors du Tour du Corse à condition que la météo lui soit favorable : « Nos résultats dépendront beaucoup de la météo. Avec une route mouillée, nous pouvons espérer terminer à une bonne place », explique Pavel Janeba avant la course. Pour cette troisième manche du championnat, Škoda aligne une nouvelle fois trois Octavia WRC, l'équipage tchèque composé de Kresta et Tománek rejoignant les deux équipages titulaires. Lors de la première journée du rallye, la pluie ne fait son apparition que lors des deux dernières spéciales, ce qui est insuffisant pour permettre aux Octavia WRC de s'illustrer puisqu'elles sont toutes classées au-delà du top 15 : Toni Gardemeister et Paavo Lukander occupent la dix-septième place, Roman Kresta et Jan Tománek pointent à la dix-neuvième place juste devant Kenneth Eriksson et Tina Thörner. Le deuxième jour, Gardemeister et Lukander, malgré une jante cassée et une crevaison lors de la neuvième spéciale remontent à la quatorzième place. Eriksson et Thörner, bien que confrontés à des problèmes de différentiel, se hissent à la seizième place. Ils devancent Kresta et Tománek, qui régressent au classement, victimes d'un mauvais choix de pneus puis d'une crevaison lors de la dernière spéciale. Les deux Tchèques écopent également d'une pénalité de quatre minutes pour un départ retardé. Le troisième et dernier jour, Eriksson et Thörner abandonnent lors de la deuxième spéciale en raison d'une défaillance de la boîte de vitesses. Les deux autres équipages ne rencontrent pas de problèmes et grappillent quelques places : Gardemeister et Lukander terminent à la douzième place et Kresta et Tománek franchisent la ligne d'arrivée à la quatorzième position. Mais ces places sont insuffisantes pour permettre à Škoda d'inscrire des points au classement des constructeurs.
Pour la quatrième épreuve de la saison, le rallye de Catalogne, Škoda fait appel à une nouvelle entreprise, H&R, pour fabriquer ses amortisseurs. De plus, les Octavia WRC sont dotées d'un nouveau harnais de sécurité qui est plus léger que le précédent modèle. Trois voitures sont alignées et les deux équipages titulaires sont rejoints par celui composé de Stig Blomqvist et d'Ana Goñi. Par ailleurs, une quatrième Octavia WRC est engagée par l'écurie David Sutton Motorsport et elle est confiée aux Argentins Pozzo et Stillo.
Le premier jour du rallye, les trois Škoda officielles rencontrent de nombreux problèmes lors de la troisième spéciale, baptisée Escaladei 1, et longue de quarante-huit kilomètres : Gardemeister et Lukander perdent leurs freins vers la fin de spéciale, Eriksson et Thörner terminent la spéciale sans direction assistée et, enfin, Blomqvist et Goñi, voient leur mousse anti-crevaison ne pas fonctionner efficacement sur un pneu crevé. Cette longue spéciale est empruntée une deuxième fois lors de la première journée et elle est fatale à Blomqvist et Goñi, victimes d'un problème d'alternateur. À l'issue du premier jour, il ne reste donc plus que deux Octavia WRC officielles en course : celle de Gardemeister/Lukander est quatorzième et celle d'Eriksson /Thörner est dix-huitième.

Le deuxième jour, Gardemeister et Lukander ne rencontrent aucun problème et remontent à la dixième place. Quant à Eriksson et Thörner, ils occupent toujours la dix-huitième place, malgré la défaillance de la pompe à huile lors de la neuvième spéciale.

Le troisième et dernier jour, Gardemeister et Lukander sont confrontés à de nombreux problèmes. Lors des trois premières spéciales, ils perdent du temps car leur Octavia WRC glisse beaucoup et est difficilement contrôlable. Les mécaniciens changent les suspensions pour les trois dernières spéciales, mais Gardemeister et Lukander doivent se contenter de la onzième place. Après avoir passé la ligne d'arrivée, les deux Finlandais manquent même d'abandonner avant de rejoindre le dernier parc fermé, nécessaire à la validation de leur classement. À cause d'une baisse anormale du niveau d'huile, Gardemeister et Lukander s'arrêtent à un plus d'un kilomètre du parc fermé et doivent pousser manuellement leur Octavia WRC pour l'atteindre.
Mais ces efforts sont vains pour offrir un point à Škoda, d'autant plus qu'Eriksson et Thörner ne se classent que dix-septième. « Je suis désolé d'avoir manqué un point pour Škoda. Ce matin, nous avons essayé de nouveaux pneus et la suspension de la voiture était peut-être trop souple. Elle glissait partout avec beaucoup de sous-virage et j'ai senti que je ne pouvais pas lui faire confiance », déplore Gardemeister après le rallye.
La cinquième manche de la saison se déroule à Chypre et Škoda engage encore trois équipages, Kresta et Tománek faisant leur retour aux côtés des deux équipages titulaires. Comme en Catalogne, une quatrième Octavia WRC est engagée par l'écurie David Sutton Motorsport qui la confie une fois de plus aux Argentins Pozzo et Stillo. Sur le plan mécanique, Gardemeister et Lukander choisissent un différentiel arrière mécanique tandis que les deux autres équipages officiels optent pour un différentiel arrière électronique. « Il n'y a pas beaucoup de différence avec le différentiel mécanique classique, mais il permet de modifier les réglages au freinage et à l'accélération », explique Eriksson avant le départ du rallye. Pour ce rallye, Gardemeister espère enfin débloquer le compteur de points de Škoda : « Je pense que nous pouvons nous battre pour les points et, si tout se passe bien, nous pourrons essayer d'égaler la troisième place d'Armin (Schwarz) au Safari Rally en 2001 ». Mais comme lors des quatre premiers rallyes de la saison, Škoda ne parvient pas à marquer de points. Kresta et Tománek abandonnent lors de la douzième spéciale après un accident et les deux autres équipages terminent hors des points après plusieurs soucis mécaniques : Eriksson et Thörner se classent à la neuvième place et Gardemeister et Lukander terminent en quinzième position,.
Pour la sixième manche de la saison, en Argentine, les deux équipages titulaires de Škoda sont rejoints par l'équipage argentin composé de Gabriel Pozzo et Daniel Stillo. C'est la première fois depuis dix ans qu'un équipage argentin participe à un rallye du championnat du monde au sein d'une écurie officielle. « C'est l'opportunité la plus importante de ma carrière. Je remercie Škoda pour sa confiance », explique Pozzo avant le départ.
Hormis une crevaison lors de la neuvième spéciale pour Gardemeister et Lukander, la première journée du rallye d'Argentine se déroule sans encombre pour les trois équipages de l'écurie tchèque. Gardemeister et Lukander pointent à la huitième place tandis qu'Eriksson/Thörner et Pozzo/Stillo sont respectivement douzième et quatorzième. En revanche, lors du troisième et dernier jour du rallye, deux des trois Octavia WRC rencontrent des problèmes. Celle de Pozzo et Stillo est victime d'un problème du différentiel arrière et son pilote se plaint d'un survirage excessif. Celle de Gardemeister et Lukander souffre d'une fuite du différentiel lors des trois premières spéciales de cette ultime journée. Ces problèmes n'empêchent pas Škoda d'enregistrer son meilleur résultat de la saison puisque Gardemeister et Lukander se classent à la cinquième place juste devant Eriksson et Thörner. Ce résultat permet à Škoda d'inscrire cinq points au classement des constructeurs, ses premiers de la saison. Quant à Pozzo et Stillo, ils terminent ce rallye à la neuvième place et le pilote argentin ne cache pas sa satisfaction : « Je suis heureux d'avoir pu emmagasiner de l'expérience pendant trois jours avec l'Octavia et j'espère avoir offert un bon spectacle à mes fans. L'objectif était d'atteindre l'arrivée et nous y sommes parvenus, nous pouvons donc être satisfaits. »
La septième épreuve de la saison 2002 se déroule en Grèce et quatre Octavia WRC sont alignées : trois au sein de l'écurie officielle avec les équipages Gardemeister/Lukander, Eriksson/Thörner et Blomqvist/Goñi et une quatrième, à titre privé, par les Argentins Pozzo et Stillo au sein de l'écurie britannique David Sutton Cars,. Avant ce rallye de l'Acropole, Toni Gardemeister se montre plutôt optmiste sur ses chances de bien figurer : « Nous avons fait environ un jour et demi d'essais pour ce rallye et je dois dire que je pense que la voiture que nous avons ici est la meilleure Octavia que j'ai vue jusqu'à présent sur le gravier. Mais bien sûr, il s'agit de l'Acropole et c'est parfois tellement accidenté que tout peut arriver. Le mieux que l'on puisse espérer, c'est la fiabilité, parce que si vous l'avez, vous pouvez obtenir un bon résultat. Je suis assez optimiste car nous n'avons pas eu de réels problèmes pendant les essais. »
Mais à l'issue d'une première journée compliquée, les pilotes Škoda déchantent puisqu'ils sont loin du top 10 : Blomqvist et Goñi occupent la vingt-troisième place après avoir heurté un rocher dès la première spéciale. Eriksson et Thörner pointent à la dix-huitième place, victimes d'un problème sur le différentiel arrière, les privant d'une bonne adhérence, là aussi, dès la première spéciale. Quant à Gardemeister et Lukander, ils se hissent à la quatorzième place, luttant avec une voiture difficile à piloter : « l'Octavia était très difficile à conduire parce que l'arrière glissait partout. Cela ne faisait aucune différence que je freine ou que j'accélère, elle glissait toujours ». Le duo finlandais a ensuite souffert d'une fuite de liquide du différentiel avant dans les spéciales 3 et 4.
La deuxième journée s'avère elle aussi compliquée : à cause d'un manque de stocks, Blomqvist et Goñi n'utilisent pas les meilleurs pneus et, confrontés à une fuite du différentiel avant, ils pointent à la vingt-deuxième place. Eriksson et Thörner, toujours en dix-huitième position, ont été handicapés lors de cette journée par un problème sur le différentiel avant puis par un amortisseur cassé lors de la neuvième spéciale. Ils ont aussi été retardés par le changement d'une roue lors de la onzième spéciale. Enfin, Gardemeister et Lukander, chutent à la seizième place, rencontrant des problèmes de différentiel (à l'avant et à l'arrière) lors des deux dernières spéciales de la journée.
Lors de la troisième et dernière journée, les problèmes sont moindres, permettant aux Octavia de grappiller des places : Blomqvist et Goñi remontent à la dix-septième place malgré de nouveaux problèmes de différentiel. Eriksson et Thörner parviennent à se maintenir à la quatorzième place en dépit de la perte des freins avant pendant plusieurs spéciales. Gardemeister et Lukander ont également fait face à quelques problèmes de freins, mais ils grimpent à la dixième place. Un résultat toutefois insuffisant pour inscrire des points, mais qui donne de l'espoir à Gardemeister : « Le Rallye de l'Acropole est peut-être un peu plus tranquille qu'avant, mais nous avons vu ici que c'est toujours un rallye très difficile. Nous avons eu un peu trop de problèmes pour nous approcher des points, mais au moins nos trois voitures ont atteint l'arrivée. Cela nous met en confiance pour le Safari le mois prochain. »

### Engagements hors championnat du monde des rallyes

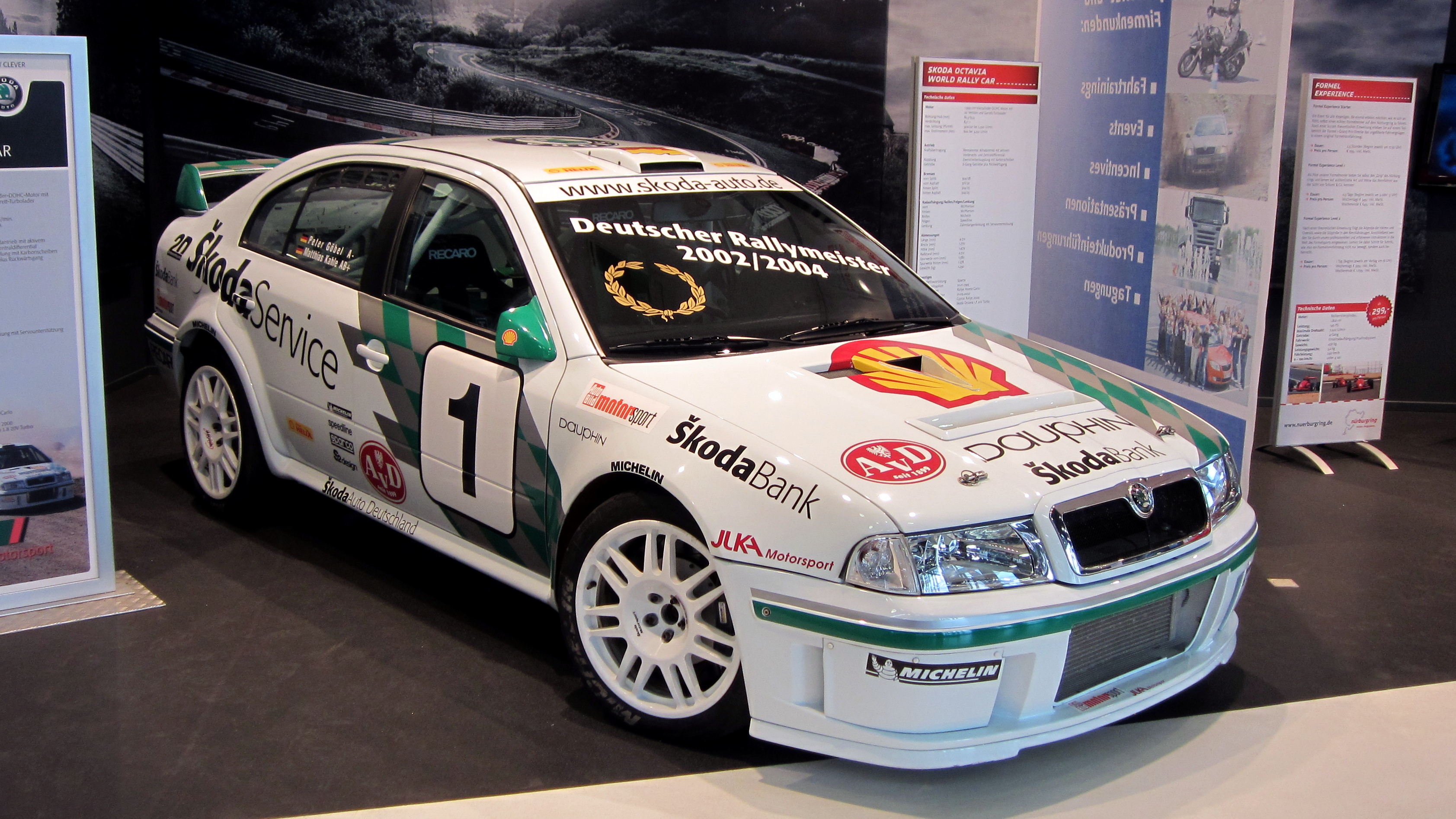
La Škoda Octavia WRC de Matthias Kahle et Peter Göbel avec laquelle ils remportent le championnat d'Allemagne des rallyes en 2002 et 2004.

En dehors du championnat du monde des rallyes, l'écurie Škoda Motorsport engage des Octavia WRC dans plusieurs championnats nationaux de rallye. L'écurie tchèque participe ainsi au Championnat de Tchéquie des rallyes et l'Octavia WRC est alignée pour la première fois lors du rallye de Bohême 1999 avec deux équipages : le premier est composé d'Armin Schwarz et de Manfred Hiemer et le second est composé d'Emil Triner et de Miloš Hůlka. Lors de ce rallye, Schwarz et Hiemer prennent la tête avant d'abandonner lors de la septième spéciale en raison d'un problème mécanique. Cet abandon profite à leurs coéquipiers Triner et Hůlka qui remportent le rallye. 
En 2000 et en 2001, Roman Kresta et son copilote Jan Tománek remportent le Championnat de Tchéquie des rallyes.
En 2002, Škoda s'engage officiellement au Championnat d'Allemagne des rallyes via son importateur local Škoda Auto Deutschland. L'écurie tchèque recrute le pilote allemand Matthias Kahle, sacré champion d'Allemagne en 1997, 2000 et 2001 avec pour objectif de gagner le titre. Pour débuter la saison 2002, Kahle bénéficie d'une Octavia WRC Evo2 déjà rodée par Škoda Motrosport au rallye Monte-Carlo en WRC. Avec pour copilote Peter Göbel, Matthias Kahle remporte le championnat d'Allemagne 2002 avec cinq victoires en sept rallyes.
Dès novembre 2002, Škoda Auto Deutschland annonce son engagement pour la saison 2003 du championnat d'Allemagne des rallyes et prolonge le contrat de Matthias Kahle pour une saison. « Je me réjouis de piloter à nouveau une Octavia WRC pour Škoda Auto Deutschland l'année prochaine et de pouvoir ainsi poursuivre cette coopération fructueuse et réjouissante. De plus, c'est agréable pour un pilote qu'une décision claire soit prise si tôt avant la saison suivante. Cela ne va pas de soi dans ce secteur », déclare Kahle lors de la signature de son contrat.

## Palmarès

### Au championnat du monde des rallyes
La Škoda Octavia WRC ne compte aucune victoire à son palmarès au championnat du monde des rallyes. Son meilleur résultat est une troisième place obtenue par Armin Schwarz et Manfred Hiemer au Safari Rally en 2001. L'équipage allemand a également remporté les deux seules spéciales de l'histoire de l'Octavia WRC : la SS5 du rallye de Catalogne 2000 et la SS1 du Safari Rally 2001. En signant le meilleur temps de cette SS1 du Safari Rally 2001, Schwarz et Hiemer ont permis à l'Octavia WRC de mener pour la première et seule fois de son histoire un rallye du championnat du monde.
| Saison | Écurie           | Voiture                | No | Pilote            | Copilote        | 1        | 2        | 3        | 4        | 5        | 6     | 7        | 8        | 9        | 10       | 11       | 12       | 13    | 14       | Classement des pilotes | Points | Classement des constructeurs | Points |
| ------ | ---------------- | ---------------------- | -- | ----------------- | --------------- | -------- | -------- | -------- | -------- | -------- | ----- | -------- | -------- | -------- | -------- | -------- | -------- | ----- | -------- | ---------------------- | ------ | ---------------------------- | ------ |
| 1999   | Škoda Motorsport | Škoda Octavia WRC      | 11 | Armin Schwarz     | Manfred Hiemer  | MON Abd. | SUE      | KEN      | POR Abd. | ESP Abd. | FRA   | ARG      | GRE 12   | NZL      | FIN Abd. | CHN      | ITA Abd. | AUS   | GBR Abd. | –                      | 0      | 7e                           | 6      |
| 1999   | Škoda Motorsport | Škoda Octavia WRC      | 12 | Pavel Sibera      | Petr Gross      | MON Abd. | SUE      | KEN      |          | ESP Abd. |       |          |          |          |          |          |          |       |          | –                      | 0      | 7e                           | 6      |
| 1999   | Škoda Motorsport | Škoda Octavia WRC      | 12 | Emil Triner       | Miloš Hůlka     |          |          |          | POR Abd. |          | FRA   | ARG      | GRE 13   | NZL      | FIN 14   | CHN      | ITA 23   | AUS   |          | –                      | 0      | 7e                           | 6      |
| 1999   | Škoda Motorsport | Škoda Octavia WRC      | 12 | Bruno Thiry       | Stéphane Prévot |          |          |          |          |          |       |          |          |          |          |          |          |       | GBR 4    | 14e*                   | 3      | 7e                           | 6      |
| 2000   | Škoda Motorsport | Škoda Octavia WRC      | 11 | Armin Schwarz     | Manfred Hiemer  | MON 7    | SUE      | KEN 7    | POR 8    | ESP 11   | ARG   | GRE 5    | NZL      | FIN      | CYP Abd. | FRA      | ITA 12   | AUS   | GBR 13   | 18e                    | 2      | 7e                           | 8      |
| 2000   | Škoda Motorsport | Škoda Octavia WRC      | 12 | Luís Climent      | Álex Romaní     | MON 10   | SUE      | KEN 8    | POR 12   | ESP Abd. | ARG   | GRE Abd. | NZL      | FIN      | CYP Abd. | FRA      | ITA 14   | AUS   | GBR 16   | –                      | 0      | 7e                           | 8      |
| 2001   | Škoda Motorsport | Škoda Octavia WRC Evo2 | 11 | Armin Schwarz     | Manfred Hiemer  | MON 4    | SUE Abd. | POR Abd. | ESP Abd. | ARG Abd. | CYP 9 | GRE 7    | KEN 3    | FIN 15   | NZL      | ITA Abd. | FRA Abd. | AUS   | GBR 5    | 12e                    | 9      | 5e                           | 17     |
| 2001   | Škoda Motorsport | Škoda Octavia WRC Evo2 | 12 | Bruno Thiry       | Stéphane Prévot | MON 8    | SUE 10   | POR Abd. | ESP 10   | ARG Abd. | CYP 8 | GRE 10   | KEN Abd. |          |          |          | FRA Abd. | AUS   | GBR 8    | –                      | 0      | 5e                           | 17     |
| 2001   | Škoda Motorsport | Škoda Octavia WRC Evo2 | 12 | Bruno Thiry       | Georges Biar    |          |          |          |          |          |       |          |          | FIN 18   | NZL      | ITA 13   |          |       |          | –                      | 0      | 5e                           | 17     |
| 2001   | Škoda Motorsport | Škoda Octavia WRC      | 21 | Roman Kresta      | Jan Tománek     |          |          |          |          |          |       |          | KEN Abd. |          |          |          |          |       |          | –                      | 0      | 5e                           | 17     |
| 2001   | Škoda Motorsport | Škoda Octavia WRC Evo2 | 22 | Roman Kresta      | Jan Tománek     |          |          |          |          |          |       |          |          |          |          | ITA Abd. |          |       |          | –                      | 0      | 5e                           | 17     |
| 2001   | Škoda Motorsport | Škoda Octavia WRC Evo2 | 20 | Roman Kresta      | Jan Tománek     |          |          |          |          |          |       |          |          |          |          |          |          |       | GBR Abd. | –                      | 0      | 5e                           | 17     |
| 2001   | Škoda Motorsport | Škoda Octavia WRC Evo2 | 21 | Stig Blomqvist    | Ana Goñi        |          |          |          |          |          |       |          |          | FIN 22   |          |          |          |       |          | –                      | 0      | 5e                           | 17     |
| 2002   | Škoda Motorsport | Škoda Octavia WRC Evo2 |    |                   |                 |          |          |          |          |          |       |          |          |          |          |          |          |       |          |                        |        |                              |        |
| 2002   | Škoda Motorsport | Škoda Octavia WRC Evo2 | 14 | Kenneth Eriksson  | Tina Thörner    | MON 13   | SUE Abd. | FRA Abd. | ESP 17   | CYP 9    | ARG 6 | GRE 14   | KEN Abd. | FIN Abd. | ALL 10   | ITA 11   | NZL Abd. | AUS 8 | GBR 13   | 17e                    | 1      | 5e                           | 9      |
| 2002   | Škoda Motorsport | Škoda Octavia WRC Evo2 | 15 | Toni Gardemeister | Paavo Lukander  | MON 10   | SUE Abd. | FRA 12   | ESP 11   | CYP 15   | ARG 5 | GRE 10   | KEN Abd. | FIN 12   | ALL Abd. | ITA Abd. | NZL 8    | AUS 6 | GBR 10   | 13e                    | 3      | 5e                           | 9      |

- Lors de la saison 1999, Bruno Thiry dispute six rallyes pour Subaru et un seul pour Škoda. Il inscrit un total de six points, dont trois avec la Škoda Octavia WRC, lui permettant de se classer à la quatorzième place du classement des pilotes.

| Détail des points inscrits par l'Octavia WRC pour l'écurie Škoda au classement des constructeurs | Détail des points inscrits par l'Octavia WRC pour l'écurie Škoda au classement des constructeurs | Détail des points inscrits par l'Octavia WRC pour l'écurie Škoda au classement des constructeurs | Détail des points inscrits par l'Octavia WRC pour l'écurie Škoda au classement des constructeurs | Détail des points inscrits par l'Octavia WRC pour l'écurie Škoda au classement des constructeurs | Détail des points inscrits par l'Octavia WRC pour l'écurie Škoda au classement des constructeurs | Détail des points inscrits par l'Octavia WRC pour l'écurie Škoda au classement des constructeurs | Détail des points inscrits par l'Octavia WRC pour l'écurie Škoda au classement des constructeurs | Détail des points inscrits par l'Octavia WRC pour l'écurie Škoda au classement des constructeurs | Détail des points inscrits par l'Octavia WRC pour l'écurie Škoda au classement des constructeurs | Détail des points inscrits par l'Octavia WRC pour l'écurie Škoda au classement des constructeurs | Détail des points inscrits par l'Octavia WRC pour l'écurie Škoda au classement des constructeurs | Détail des points inscrits par l'Octavia WRC pour l'écurie Škoda au classement des constructeurs | Détail des points inscrits par l'Octavia WRC pour l'écurie Škoda au classement des constructeurs | Détail des points inscrits par l'Octavia WRC pour l'écurie Škoda au classement des constructeurs | Détail des points inscrits par l'Octavia WRC pour l'écurie Škoda au classement des constructeurs | Détail des points inscrits par l'Octavia WRC pour l'écurie Škoda au classement des constructeurs |
| Saison                                                                                           | 1                                                                                                | 2                                                                                                | 3                                                                                                | 4                                                                                                | 5                                                                                                | 6                                                                                                | 7                                                                                                | 8                                                                                                | 9                                                                                                | 10                                                                                               | 11                                                                                               | 12                                                                                               | 13                                                                                               | 14                                                                                               | Points                                                                                           | Rang                                                                                             |
| 1999                                                                                             | MON -                                                                                            | SUE -                                                                                            | KEN -                                                                                            | POR -                                                                                            | ESP -                                                                                            | FRA -                                                                                            | ARG -                                                                                            | GRE 3                                                                                            | NZL -                                                                                            | FIN -                                                                                            | CHN -                                                                                            | ITA -                                                                                            | AUS -                                                                                            | GBR 3                                                                                            | 6                                                                                                | 7e                                                                                               |
| 2000                                                                                             | MON 1                                                                                            | SUE -                                                                                            | KEN 3                                                                                            | POR 1                                                                                            | ESP -                                                                                            | ARG -                                                                                            | GRE 3                                                                                            | NZL -                                                                                            | FIN -                                                                                            | CYP -                                                                                            | FRA -                                                                                            | ITA -                                                                                            | AUS -                                                                                            | GBR -                                                                                            | 8                                                                                                | 7e                                                                                               |
| 2001                                                                                             | MON 5                                                                                            | SUE 1                                                                                            | POR -                                                                                            | ESP -                                                                                            | ARG -                                                                                            | CYP 1                                                                                            | GRE 4                                                                                            | KEN 4                                                                                            | FIN -                                                                                            | NZL -                                                                                            | ITA -                                                                                            | FRA -                                                                                            | AUS -                                                                                            | GBR 2                                                                                            | 17                                                                                               | 5e                                                                                               |
| 2002                                                                                             | MON -                                                                                            | SUE -                                                                                            | FRA -                                                                                            | ESP -                                                                                            | CYP -                                                                                            | ARG 5                                                                                            | GRE -                                                                                            | KEN -                                                                                            | FIN 3                                                                                            | ALL -                                                                                            | ITA -                                                                                            | NZL -                                                                                            | AUS 1                                                                                            | GBR -                                                                                            | 9                                                                                                | 5e                                                                                               |
| 2003                                                                                             | MON 2                                                                                            | SUE 1                                                                                            | TUR 3                                                                                            | NZL 6                                                                                            | ARG 7                                                                                            | GRE 1                                                                                            | CYP -                                                                                            | ALL -                                                                                            | FIN -                                                                                            | AUS -                                                                                            | ITA -                                                                                            | FRA -                                                                                            | ESP -                                                                                            | GBR -                                                                                            | 23*                                                                                              | 5e                                                                                               |
| ------------------------------------------------------------------------------------------------ | ------------------------------------------------------------------------------------------------ | ------------------------------------------------------------------------------------------------ | ------------------------------------------------------------------------------------------------ | ------------------------------------------------------------------------------------------------ | ------------------------------------------------------------------------------------------------ | ------------------------------------------------------------------------------------------------ | ------------------------------------------------------------------------------------------------ | ------------------------------------------------------------------------------------------------ | ------------------------------------------------------------------------------------------------ | ------------------------------------------------------------------------------------------------ | ------------------------------------------------------------------------------------------------ | ------------------------------------------------------------------------------------------------ | ------------------------------------------------------------------------------------------------ | ------------------------------------------------------------------------------------------------ | ------------------------------------------------------------------------------------------------ | ------------------------------------------------------------------------------------------------ |

- Lors de la saison 2003, Škoda participe aux sept premiers rallyes (du Monte-Carlo à Chypre) avec l'Octavia WRC puis aux sept derniers rallyes avec la Fabia WRC. Škoda inscrit vingt points avec l'Octavia WRC et trois points avec la Fabia WRC (un point au Sanremo et deux points en Grande-Bretagne).

### Au championnat de Tchéquie des rallyes
Entre 1999 et 2003, l'Octavia WRC participe à vingt manches du Championnat de Tchéquie des rallyes et remporte onze victoires.
| Saison | Écurie             | Voiture                 | No | Pilote        | Copilote        | 1        | 2        | 3        | 4      | 5        | 6        | 7     | 8   | 9   | 10  | 11  | Classement des pilotes | Points |
| ------ | ------------------ | ----------------------- | -- | ------------- | --------------- | -------- | -------- | -------- | ------ | -------- | -------- | ----- | --- | --- | --- | --- | ---------------------- | ------ |
| 1999   | Škoda Motorsport   | Škoda Octavia WRC       | 3  | Emil Triner   | Miloš Hůlka     | ŠUM      | LIB      | ÚSL      | KRU    | VYŠ      | BOH 1    | BAR   | AGR | VAL | HOR | PŘÍ | 21e                    | 120    |
| 1999   | Škoda Motorsport   | Škoda Octavia WRC       | 1  | Armin Schwarz | Manfred Hiemer  | ŠUM      | LIB      | ÚSL      | KRU    | VYŠ      | BOH Abd. | BAR   | AGR | VAL | HOR | PŘÍ | N.C.                   | 0      |
| 2000   | Škoda Motorsport   | Škoda Octavia WRC       | 4  | Roman Kresta  | Jan Tománek     | ŠUM Abd. | LIB Abd. | KRU 1    |        |          |          |       |     |     |     |     | 1er                    | 282    |
| 2000   | Škoda Motorsport   | Škoda Octavia WRC       | 6  | Roman Kresta  | Jan Tománek     |          |          |          | BOH 1  | BAR 1    |          |       |     |     |     |     | 1er                    | 282    |
| 2000   | Škoda Motorsport   | Škoda Octavia WRC       | 5  | Roman Kresta  | Jan Tománek     |          |          |          |        |          | PŘÍ 3    |       |     |     |     |     | 1er                    | 282    |
| 2001   | Škoda Benzina Team | Škoda Octavia WRC Evo2  | 1  | Roman Kresta  | Jan Tománek     | ŠUM 1    | VAL 1    | KRU Abd. |        | BAR 1    | PŘÍ      | TŘE   |     |     |     |     | 1er                    | 220    |
| 2001   | Škoda Benzina Team | Škoda Octavia WRC Evo2  | 2  | Roman Kresta  | Jan Tománek     |          |          |          | BOH 1  |          |          |       |     |     |     |     | 1er                    | 220    |
| 2001   | Škoda Motorsport   | Škoda Octavia WRC Evo2  | 1  | Bruno Thiry   | Stéphane Prévot |          |          |          | BOH 3  |          |          |       |     |     |     |     | N.C.                   | -      |
| 2002   | Škoda Motorsport   | Škoda Octavia WRC Evo2  | 1  | Roman Kresta  | Jan Tománek     | ŠUM      | VAL      | KRU      | BOH 1  |          | PŘÍ      | TŘE   |     |     |     |     | 11e                    | 120    |
| 2002   | Škoda Motorsport   | Škoda Octavia WRC Evo.3 | 1  | Roman Kresta  | Jan Tománek     |          |          |          |        | BAR Abd. |          |       |     |     |     |     | 11e                    | 120    |
| 2003   | Škoda Matador Team | Škoda Octavia WRC Evo3  | 4  | Jan Kopecký   | Filip Schovánek | ŠUM Abd. | VAL Abd. | KRU      |        |          |          |       |     |     |     |     | 3e                     | 79     |
| 2003   | Škoda Matador Team | Škoda Octavia WRC Evo3  | 6  | Jan Kopecký   | Filip Schovánek |          |          |          | BOH 25 |          |          |       |     |     |     |     | 3e                     | 79     |
| 2003   | Škoda Matador Team | Škoda Octavia WRC Evo3  | 7  | Jan Kopecký   | Filip Schovánek |          |          |          |        | BAR 3    |          |       |     |     |     |     | 3e                     | 79     |
| 2003   | Škoda Matador Team | Škoda Octavia WRC Evo3  | 2  | Jan Kopecký   | Filip Schovánek |          |          |          |        |          | PŘÍ 1    |       |     |     |     |     | 3e                     | 79     |
| 2003   | Škoda Matador Team | Škoda Octavia WRC Evo3  | 1  | Jan Kopecký   | Filip Schovánek |          |          |          |        |          |          | TŘE 1 |     |     |     |     | 3e                     | 79     |

### Au championnat d'Allemagne des rallyes
| Saison | Écurie                 | Voiture                | No | Pilote         | Copilote    | 1        | 2     | 3     | 4        | 5     | 6     | 7     | 8     | Classement des pilotes | Points |
| ------ | ---------------------- | ---------------------- | -- | -------------- | ----------- | -------- | ----- | ----- | -------- | ----- | ----- | ----- | ----- | ---------------------- | ------ |
| 2002   | Škoda Auto Deutschland | Škoda Octavia WRC Evo2 | 1  | Matthias Kahle | Peter Göbel | OBE 1    | HAV 1 | PNE 1 | THU 1    | SAA 2 | EIF 2 | STA 1 |       | 1er                    | 300    |
| 2003   | Škoda Auto Deutschland | Škoda Octavia WRC Evo2 | 1  | Matthias Kahle | Peter Göbel | OBE Abd. | PNE 1 | SAC 1 |          |       | THU 1 |       |       | 2e                     | 240    |
| 2003   | Škoda Auto Deutschland | Škoda Octavia WRC Evo2 | 2  | Matthias Kahle | Peter Göbel |          |       |       | SAA Abd. | EIF 1 |       |       |       | 2e                     | 240    |
| 2003   | Škoda Auto Deutschland | Škoda Octavia WRC Evo2 | 3  | Matthias Kahle | Peter Göbel |          |       |       |          |       |       | STA 1 |       | 2e                     | 240    |
| 2004   | Škoda Auto Deutschland | Škoda Octavia WRC Evo2 | 1  | Matthias Kahle | Peter Göbel | OBE 1    | VOL 1 | PNE 1 | SAC 1    |       |       | THU 1 | LAU 1 | 1er                    | 370    |
| 2004   | Škoda Auto Deutschland | Škoda Octavia WRC Evo2 | 22 | Matthias Kahle | Peter Göbel |          |       |       |          | SAA 2 |       |       |       | 1er                    | 370    |
| 2004   | Škoda Auto Deutschland | Škoda Octavia WRC Evo2 | 2  | Matthias Kahle | Peter Göbel |          |       |       |          |       | EIF 3 |       |       | 1er                    | 370    |